# Georgische Nationale Agentur für Erhaltung des Kulturerbes

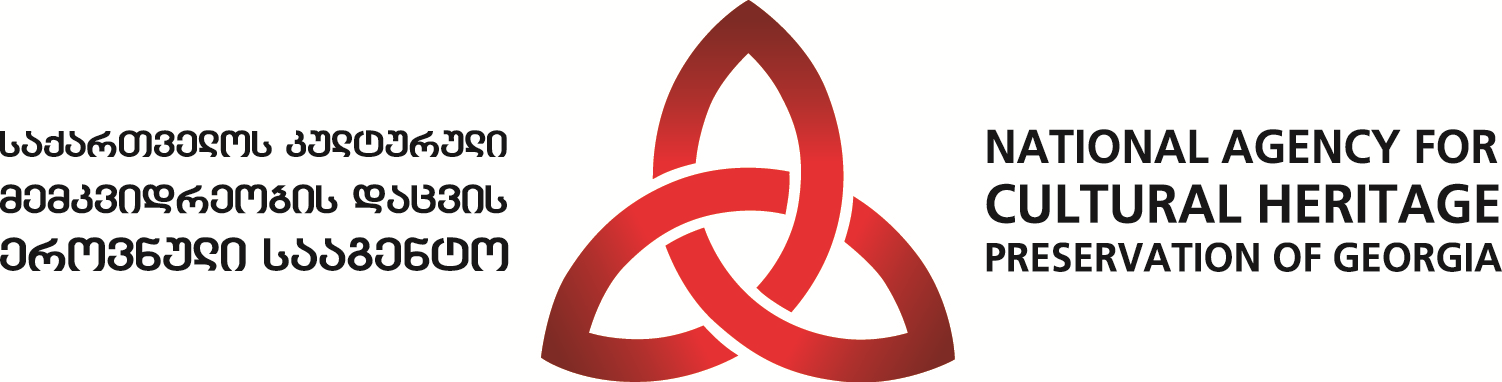
Logo der Agentur

Georgische Nationale Agentur für Erhaltung des Kulturerbes (georgisch საქართველოს კულტურული მემკვიდრეობის დაცვის ეროვნული სააგენტო, sakartwelos kulturuli memkwidreobis dazwis erownuli saagento) ist eine staatliche Behörde in Georgien, die 2008 gegründet wurde und die Kulturdenkmäler in Georgien beschreibt, erforscht und schützt. Sie ist zur Umsetzung des staatlichen Programms des kulturellen Erbes befugt. Die Agentur vereint 12 Museumsreservate und 7 Museen im ganzen Land. Museumsreservate mit ihren Gebieten decken einen großen Teil des Landes ab und kombinieren wiederum ein vielfältiges kulturelles Erbe: insbesondere archäologische, architektonische, ethnografische bewegliche bzw. unbewegliche Denkmäler und Gegenstände, deren Schutz, Studium und Präsentation die Hauptfunktion der Museumsreservate ist. Darüber hinaus ist die Agentur berechtigt, dem Objekt den Status eines Denkmals zu erteilen oder zu widerrufen und listet Denkmäler in drei verschiedenen Gruppen auf: immaterielle, bewegliche und unbewegliche Denkmäler. Letzteres umfasst zwei Kategorien: Kulturdenkmäler von nationaler Bedeutung und Denkmäler ohne besondere Kategorie.